# Тархалін
Тархалін (пол. Tarchalin, нім. Tarchalin, 1939-45: Tarche) — село в Польщі, у гміні Бояново Равицького повіту Великопольського воєводства.
Населення — 232 особи (2011).
У 1975-1998 роках село належало до Лешненського воєводства.

## Демографія
Демографічна структура станом на 31 березня 2011 року:
|          | Загалом | Допрацездатний вік | Працездатний вік | Постпрацездатний вік |
| -------- | ------- | ------------------ | ---------------- | -------------------- |
| Чоловіки | 122     | 32                 | 81               | 9                    |
| Жінки    | 110     | 22                 | 66               | 22                   |
| Разом    | 232     | 54                 | 147              | 31                   |